# Isolat (linguistique)
Pour les articles homonymes, voir Isolat.
En linguistique, un isolat est une langue dont on ne peut pas démontrer de filiation (ou « relation génétique ») avec d'autres langues vivantes. La langue basque, le coréen (anciennement), l'aïnou, le yagan (Chili) ou encore le bourouchaski (nord du Pakistan) sont des isolats,. Comme ce que l'on ne parvient pas à démontrer aujourd'hui peut l'être demain, la qualification d'isolat d'une langue est susceptible d'évoluer dans le temps.
Certaines langues deviennent des isolats lorsque toutes les langues auxquelles elles sont reliées s'éteignent. C'est par exemple le cas de la langue pirahã au Brésil, dernier survivant de la famille mura. D'autres, comme le basque, sont des isolats depuis que leur existence est documentée.
Malgré son nom, le terme « isolat » n'implique pas du tout l'isolement d'une communauté : ainsi, le basque a toujours entretenu des contacts nourris avec les langues celtiques, puis romanes, qui l'entouraient. Les isolats s'expliquent généralement par des vagues successives de migrations, et au phénomène de remplacement linguistique : à mesure que les diverses langues d'une même famille, anciennement présentes dans la région, sont abandonnées en faveur des nouvelles langues dominantes, certains phylums ne survivent plus, au bout du compte, qu'à travers un unique représentant.
Le terme de filiation (ou « relation génétique ») doit être compris dans le sens de celui entendu par l'histoire des langues, selon laquelle la quasi-totalité des langues parlées dans le monde peuvent être rassemblées par familles issues de langues ancestrales communes. Par exemple, le français, issu du latin, appartient à la famille des langues indo-européennes, le mandarin à la famille des langues sino-tibétaines. Selon ce critère de classification, chaque isolat constitue une famille à lui seul, ce qui explique l'intérêt que leur portent les linguistes. Cependant certains linguistes estiment que l'on peut regrouper plusieurs familles en superfamilles ou macrofamilles, mais cela reste des filiations (phyla) théoriques.

## Les isolats

### En Afrique
- Hadza
- Tedaga
- Jalaa
- Méroïtique (éteinte)

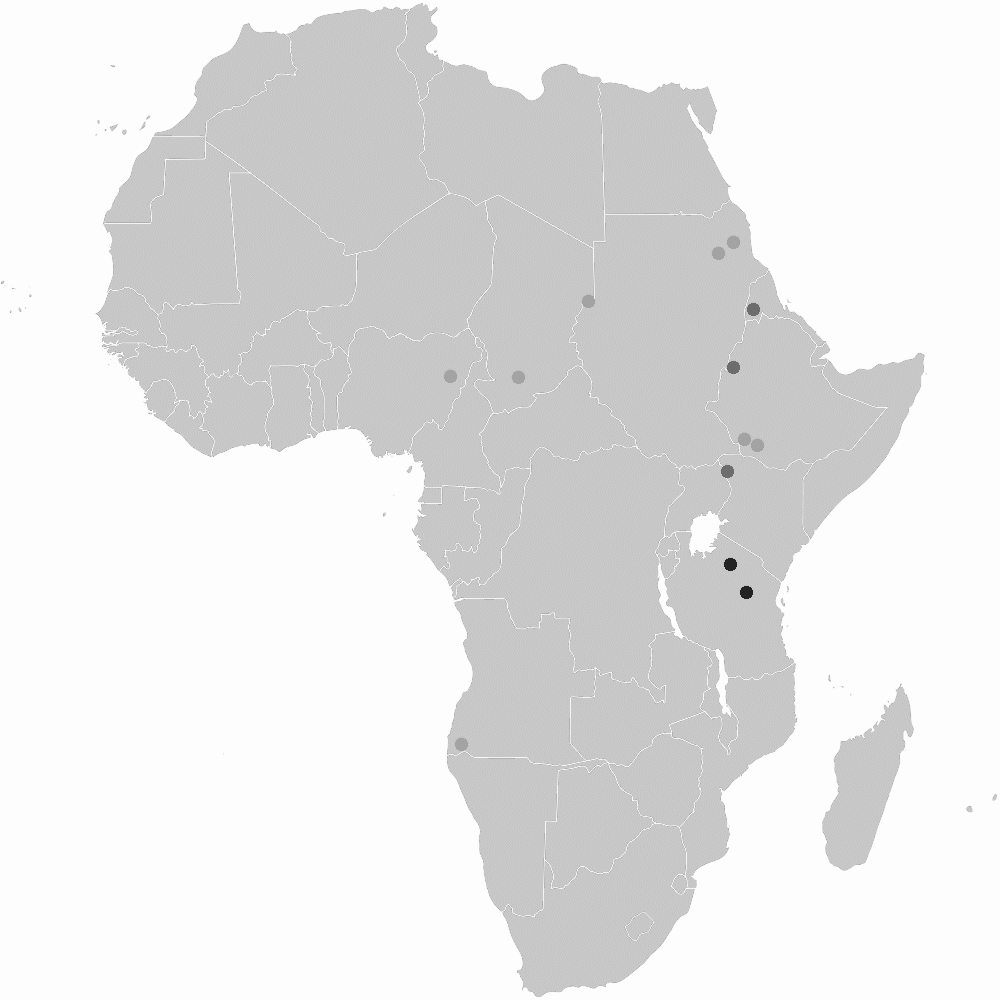
Isolats (noir), quasi-isolats (gris acier) et langues de classification douteuse (gris perle) d'Afrique.

- Ongota : langue parlée en Éthiopie, quasi-éteinte.
- Sandawe (rattachée aux langues khoïsanes par Greenberg (1976) en raison de la présence de clics)
- Laal

### En Amérique
- Atakapa (éteinte)
- Chitimacha (éteinte)
- Coahuilteco (éteinte)

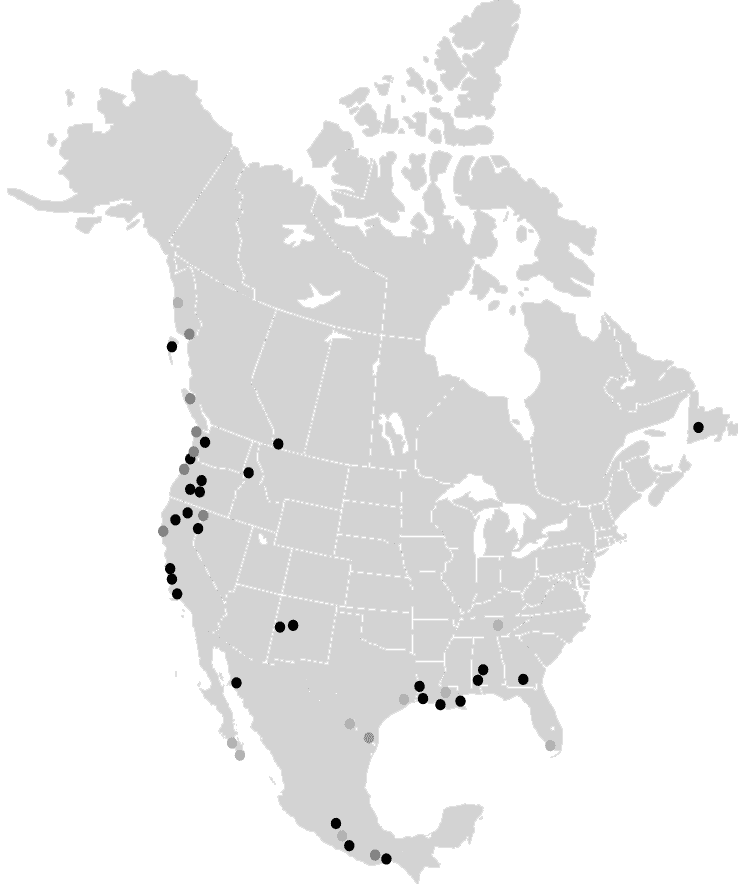
Isolats (noir), quasi-isolats (gris acier) et langues de classification douteuse (gris perle) d'Amérique du Nord.

- Cuitlatèque : peut-être de la famille Macro-Chibchan (éteinte)
- Haïda, sa classification comme isolat plutôt qu'un apparentement au na-dene est confortée par la mise en évidence de la famille na-déné-yénisséienne (Vajda 2008) à laquelle elle ne semble pas appartenir.
- Huave
- Karankawa, langue amérindienne, sud du Texas (éteinte)
- Natchez (éteinte)
- Pirahã, 250 locuteurs de naissance (2004).
- Tarascan : une langue amérindienne du Mexique.
- Ticuna
- Tunica (éteinte)
- Trumai
- Xinca : peut-être de la famille Macro-Chibchan (éteinte).
- Yagan (éteinte)
- Yuri (Amazonie, quasi-éteinte)

### En Asie
- Coréen : désormais membre des langues coréaniques dont il est, avec le jeju, le seul survivant. Elles sont parfois regroupées dans un ensemble coréen-japonais-aïnou (Greenberg) ou les langues altaïques, superfamille controversée.
- Japonais : désormais membre des langues japoniques, avec également les langues ryūkyū.
- Aïnou : langue quasi-éteinte, parlée dans le nord du Japon (locuteurs restants surtout concentrés dans l'île de Hokkaidō), parfois regroupé dans un ensemble coréen-japonais-aïnou (Greenberg) ou les langues altaïques.
- Bourouchaski, considéré comme une langue qui aurait des affinités avec le proto-indo-européen (Casule, Hamp).
- Ket : langue éteinte, n'est plus un isolat depuis son rapprochement avec les langues na-déné (Vajda 2010).
- Nihali
- Nivkhe ou gilyak. Fait partie de la famille eurasiatique de Greenberg (2001), plus particulièrement lié au tchouktche-kamtchadal (Fortescue 2011).
- Youkaguir : lié aux langues ouraliennes dans un ensemble ouralo-youkaghir, de plus en plus largement accepté.
- Élamite : langue éteinte, a été rapproché des langues dravidiennes (ensemble élamo-dravidien (en)), mais controversé.
- Sumérien (éteinte)
- Hatti : langue éteinte parlée en Anatolie avant les « langues anatoliennes » (dont le hittite). Le hatti pourrait être relié à l'une des trois familles de langues caucasiennes.
- Kassite (éteinte, peut-être hourro-urartéenne)

### En Europe
- Basque : il est classifié comme le seul isolat vivant européen, aucune langue vivante ou morte n'ayant pu lui être reliée avec certitude[3].
  - Aquitain : c’était une forme ancienne du basque et un substrat du gascon. Elle était parlée par les Aquitains ou Proto-Basques habitant une aire qui correspond aux provinces romaines d'Aquitania puis de Novempopulanie antiques : approximativement entre les Pyrénées et la Garonne. L'aquitain est balayé en partie par le gascon au Moyen Âge. Comme tous les isolats, ils sont fort peu probables, mais on a seulement des difficultés à retrouver avec certitude des ancêtres communs, faute d'écrits suffisants, autrement que par des comparaisons lexicophonologiques. De nombreux auteurs sont d'accord sur l'existence d'une famille de langues vasconiques, dont il ne reste cependant aujourd'hui que le basque moderne.

#### Isolats européens morts
Si l'on étend la notion d'isolat linguistique aux langues mortes, on peut citer :
- Langue paléosarde (nuragique)
- Ibère : langue morte dont on n’a qu’une connaissance très partielle, de nombreuses similarités de vocabulaire l'ont fait rapprocher du basque, sans que l'on ait jamais pu prouver ou infirmer que ces points communs aient été de simples emprunts mutuels. Certains auteurs la rattachent à la famille vasconique ou l'y joignent dans une famille cousine des langues navarro-ibériques.
- Tartessien : langue morte dont on a une connaissance encore plus partielle que l'ibère, qui était parlée au sud-ouest du Portugal. Pourrait s'apparenter au celtique.
- Picte : langue morte préceltique parlée dans l'Antiquité et au Moyen-Âge dans l'actuelle Écosse. D'origine non indo-européenne selon John Rhys et Eric Hamp, la langue picte fut influencée par les langues celtiques, mais elle est aussi considérée souvent comme une langue celtique à part entière.
- Étrusque : langue morte, parlée par les peuples antiques des environs de la Toscane, toujours mal comprise. Son isolat réel est aujourd'hui mis en doute par des recherches récentes (Helmut Rix) montrant que l'étrusque appartient à la famille des langues tyrséniennes, dans laquelle on classe également : le rhétique (un des ancêtres, avec le latin vulgaire, du rhéto-roman actuel, et aussi un ancêtre commun, avec le gotique, de plusieurs langues germaniques qui l'ont assimilé, et enfin un ancêtre de certaines langues celtiques aujourd'hui disparues elles aussi), et le lemnien (autre langue sur l'île de Lemnos en mer Égée, plus ancienne encore que l'étrusque, mais aujourd'hui aussi disparue par assimilation locale du grec ancien).

Langues pré-romanes d'Italie non classées :
- Camunien
- Langue des Euganéens
- Nord-picène
- Langue des Sicanes

Langues pré-helléniques : 
- Pélasgique (substrat pré-grec, aussi classé comme langue anatolienne (indo-européen), cf. hypothèse du Préhellénique A)
- Minoen (langue écrite en Linéaire A)
- Étéocrétois
- Étéochypriote

### En Océanie
L'aire dite « papoue », centrée sur l'île de Nouvelle-Guinée, et qui s'étend de l'est de l'Indonésie jusqu'à l'archipel des Salomons, compte 37 isolats différents :
- abinomn
- anêm
- ata
- biksi
- bilua
- burmeso
- dibiyaso
- odiai (busa)
- guriaso
- kaki ae
- kapori
- kembra
- keuw
- kimki
- kol
- kosare
- kuot
- lavukaleve
- massep
- mawes
- maybrat
- molof
- mor
- mpur
- papi
- purari
- pyu
- savosavo
- suarmin
- sulka
- tabo
- taiap
- touo
- usku
- yale
- yele
- yerakai

Plusieurs langues aborigènes d'Australie non-pama-nyungan sont également des isolats.